# Carceres

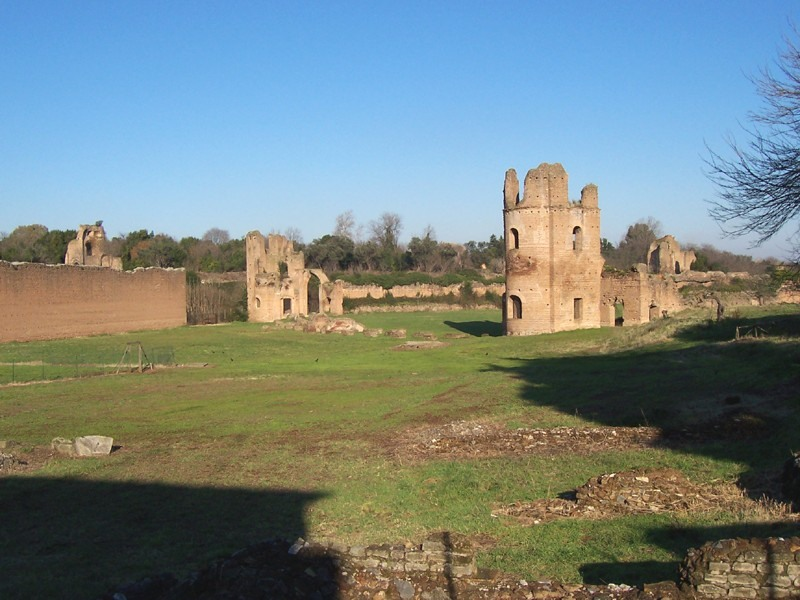
Restes del circ de Maxenci amb les torres cantoneres de les carceres.

Les carceres (del llatí carcer, 'presó', 'barrera', 'tanca') eren una part important del circ romà. La paraula per referir-se a aquesta part de l'edifici sempre s'usava en plural, a diferència de carcer, en singular, que significava presó.
Era el lloc on se situaven els carros, els cavalls i els genets, els aurigues, on esperaven el moment de sortir a l'arena per a competir. Aquest toc de sortida era donat, normalment, per unes fanfàrries de trompetes.
Aquestes estructures per esperar la sortida dels equips eren generalment construccions senzilles de fusta, però les carceres podien ser molt més complexes. Al Circ Màxim de Roma, les carceres que havia construït Juli Cèsar van ser substituïdes per estructures de pedra. L'emperador Claudi les va construir de marbre, amb dos pisos amb arcades flanquejades per torres cantoneres. La importància de les carceres també es veia augmntada perquè sovint les llotges dels dignataris es situaven al pis superior d'aquestes construccions.